# گیلبرت لافرنیر
گیلبرت لافرنیر (انگلیسی: Gilbert LaFreniere؛ زادهٔ ۱۹۳۵ (۹۰ سال)) مورخ علم، فلسفه محیط زیست است.